# Aída Alberti
Aída Alberti (Buenos Aires, 13 de noviembre de 1915 - ibidem, 18 de abril de 2006) fue una actriz argentina de cine y televisión.

## Carrera
Inició su carrera en elencos de teatro filodramáticos. En 1938 realiza su primera aparición cinematográfica en Pampa y cielo, de Raúl Gurruchaga  con guiones de Alberto Vaccarezza. Durante su carrera en las décadas del 30", 40" y 50" realizó papeles dramáticos y de comedia.

Participó en 26 películas, entre ellas Doce mujeres, La casa del recuerdo, con Libertad Lamarque, ¡Gaucho!, exitoso film multipremiado con Tita Merello,  Rosa de América, Mujeres en sombra, entre otras. 
De rostro sugerente y ojos expresivos, integró la reconocida Época de Oro del Cine Argentino siendo una figura menor. Con destacados papeles, compuso a Achita en ¡Gaucho! y a Susana en Sinvergüenza.
Su sonrisa tímida y su facilidad para encarnar papeles tanto en el drama como en la comedia le permitieron escalar posiciones en el séptimo arte y acompañó a grandes intérpretes como Enrique Muiño en El cura gaucho (película que evoca al sacerdote cristiano cordobés conocido como el Cura Brochero); a Libertad Lamarque en La casa del recuerdo, y a Hugo del Carril en La cumparsita. Sus condiciones dramáticas se pusieron de manifiesto en títulos como Albergue de mujeres, Esperanza y La novia de los forasteros, y transitó la comedia a través de Llegó la niña Ramona y Maridos modernos.
En 1952 realiza su última aparición cinematográfica en Sala de guardia, de Tulio Demicheli, donde reemplazó a Alicia Barrié y obtuvo buenas críticas de la prensa. Después de su retiro participó en obras teatrales y programas televisivos esporádicamente. En la década del 90" fue destacada por la Asociación Argentina de Actores por sus 50 años de asociada.
Falleció a los 90 años el 18 de abril de 2006 en Buenos Aires de una larga enfermedad y sus restos fueron inhumados en el Panteón de Actores del Cementerio de la Chacarita. Estuvo casada con el representante artístico Ricardo Cerebello y después con el actor Miguel Bebán, padre del también reconocido galán Rodolfo Bebán.

## Filmografía
- Sala de guardia (1952)
- Mujeres en sombra (1951)
- Tierra extraña (1951)
- Llévame contigo (1951)
- Esperanza (1949)
- Maridos modernos (1948)
- La cumparsita (1947)
- Albergue de mujeres (1946)
- Rosa de América (1946)
- Cuando en el cielo pasen lista (1945)
- Los dos rivales (1944)
- Llegó la niña Ramona (1943)
- Fuego en la montaña (1943)
- La luna en el pozo (1942)
- La novia de los forasteros (1942)
- ¡Gaucho! (1942)
- El cura gaucho (1941)
- La canción de los barrios (1941)
- Sinvergüenza (1940)
- Los ojazos de mi negra (1940)
- Dama de compañía (1940)
- La casa del recuerdo (1939)
- Atorrante (La venganza de la tierra) (1939)
- Una mujer de la calle (1939)
- Doce mujeres (1939)
- Pampa y cielo (1938)